# 聖殿站
聖殿站（英語：Temple tube station）是英國倫敦地鐵的一個車站，位於西敏市維多利亞堤岸，靠近倫敦市。聖殿站是環線和區域線的車站，位於倫敦第1收費區。車站開業於1870年。

## 外部連結
- London Transport Museum's Photographic Archive （页面存档备份，存于）
  - Ticket hall, 1927
  - Station entrance, 1934